# Continental Motors (Flugmotorenhersteller)
Continental Motors, Inc. (von 1929 bis 1969 Continental Motors Corporation, von 1969 bis 2011 Teledyne Continental Motors) ist ein US-amerikanischer, in Mobile (Alabama) ansässiger Hersteller von Flugzeugtriebwerken. Seit 2011 gehört Continental zum chinesischen Staatskonzern AVIC.
Das Unternehmen ist nicht verflochten mit der ehemaligen amerikanischen Fluggesellschaft Continental Airlines und auch nicht mit dem deutschen Automobiltechnikunternehmen Continental AG.

## Geschichte
Das Unternehmen wurde 1905 als Continental Motors Company gegründet.
Von den 1920er bis in die 1960er Jahre stellte die Continental Motors Company (auch) Motoren für verschiedene unabhängige Hersteller von Kraftfahrzeugen und Traktoren sowie als stationäre Antriebe für Pumpen und Stromgeneratoren her. Die Produktion erfolgte an zwei größeren Standorten, in Muskegon und in Detroit.
Im Jahre 1929 wurde der Bereich Flugmotoren ausgelagert. Die Fabrik in Detroit wurde 1965 geschlossen. Der Bereich Flugmotoren wurde 1969 von Teledyne Technologies übernommen. Teledyne Continental wurde für seine leichten Flugzeugmotoren bekannt.
2011 wurde das Unternehmen vom chinesischen Staatskonzern AVIC übernommen.
Im Jahr 2013 wurde die ehemalige Thielert Aircraft Engines GmbH übernommen und als Continental Aerospace Technologies GmbH integriert.
Continental lieferte auch die Motoren für das moderne Hybridluftschiff Airlander 10.

## Flugzeugmotoren
Die Triebwerke von Continental Motors sind neben denen von Lycoming heute die meistverbreiteten Kolbenflugzeugtriebwerke der allgemeinen Luftfahrt in der Leistungsklasse oberhalb von 100 kW (136 PS). Sie haben den Ruf einer sehr hohen Zuverlässigkeit. Diese rührt zum einen daher, dass die Triebwerke bei sehr großem Hubraum – ein IO-360 mit 132 kW (179 PS) hat 5,8 l Hubraum – mit relativ niedriger Drehzahl (ca. 2400/min im Reiseflug und 2600/min bei Startleistung) laufen. Zum anderen werden die Motoren nur sehr behutsam weiterentwickelt. Das genannte Triebwerk verbraucht im Reiseflug ca. 35–45 l AvGas (bzw. 230 g/PSh). Verbreitet sind auch die Triebwerke Continental O-200 und Continental IO-240. Die Motoren der Baureihen C-90, O-200, O-240, IO-360 wurden auch von Rolls-Royce in Großbritannien in Lizenz hergestellt.

### Motortypen und Varianten
Die Motorbezeichnungen geben Aufschluss über die technischen Eigenschaften:
- O – Boxermotor (Opposite piston)
- I – Saugrohreinspritzung (Injection)
- T – Turbolader
- G – Getriebe (Gear)
- L (vorne) – Linksläufer (Left)
- L (hinten) – Flüssigkeitskühlung (Liquid cooling)
- F – FADEC

Die Zahl hingegen gibt den ungefähren Hubraum in Kubikzoll an. Die Dieselmotoren haben ein abweichendes Schema: CD gefolgt von der Leistung in PS.
| Name                | Zylinderzahl | Leistung   | Besonderheiten                          |
| ------------------- | ------------ | ---------- | --------------------------------------- |
| A-40 (O-170 Serie)  | 4            | 028–30 kW  |                                         |
| A-50 (O-170 Serie)  | 4            | 037 kW     |                                         |
| A-65 (O-170 Serie)  | 4            | 048 kW     |                                         |
| A-75 (O-170 Serie)  | 4            | 056 kW     |                                         |
| A-80 (O-170 Serie)  | 4            | 060 kW     |                                         |
| C-75 (O-190 Serie)  | 4            | 075 PS     |                                         |
| C-85 (O-190 Serie)  | 4            | 085 PS     |                                         |
| C-90 (O-200 Serie)  | 4            | 070,8 kW   |                                         |
| C-115 (O-280 Serie) | 6            | 086 kW     |                                         |
| C-125 (O-280 Serie) | 6            | 093 kW     |                                         |
| C-140 (O-280 Serie) | 6            | 104 kW     |                                         |
| C-145 (O-300 Serie) | 6            | 108 kW     |                                         |
| O-200               | 4            | 074,6 kW   |                                         |
| O-300               | 6            | 108 kW     |                                         |
| GO-300              | 6            | 130 kW     |                                         |
| E-165 (O-470 Serie) | 6            | 123 kW     |                                         |
| E-185 (O-470 Serie) | 6            | 153 kW     |                                         |
| E-225 (O-470 Serie) | 6            | 168 kW     |                                         |
| O-240               | 4            |            |                                         |
| O-470               | 6            | 159–186 kW |                                         |
| FSO-470             | 6            |            | mit mechanischem Lader für Hubschrauber |
| IO-240              | 4            | 093 kW     |                                         |
| IO-346              | 4            |            |                                         |
| IO-360              | 6            | 134–157 kW |                                         |
| TSIO-360            | 6            |            |                                         |
| LTSIO-360           | 6            |            |                                         |
| IO-470              | 6            |            |                                         |
| LIO-470             | 6            |            |                                         |
| TSIO-470            | 6            |            |                                         |
| IO-520              | 6            |            |                                         |
| GIO-520             | 6            |            |                                         |
| TSIO-520            | 6            |            |                                         |
| LTSIO-520           | 6            |            |                                         |
| GTSIO-520           | 6            |            |                                         |
| IO-550              | 6            | 209–231 kW |                                         |
| IOF-550             | 6            | 209–231 kW |                                         |
| GIO-550             | 6            |            |                                         |
| TSIO-550            | 6            | 231–268 kW |                                         |
| TSIOL-550           | 6            |            |                                         |
| TIARA-Serie         | 4, 6 & 8     |            |                                         |
| W-670               | 7            |            | Sternmotor                              |
| CD-100 Serie        | 4            | 099–125 kW | Diesel, 2.0l. Thielert Centurion        |
| CD-300              | 6            | 220 kW     | Diesel, 3.0l                            |

## Flugzeuge mit Continental-Motoren (Auswahl)
- Boeing-Stearman PT-17
- Cessna 150
- Cessna 172 / F172
- Cessna 182
- Piper PA-34 „Seneca II,III,IV,V“

## Wichtige Daten der Firmengeschichte
- 1905: Gründung von Continental Motors, Einführung eines 4-4-Takt-Reihen-Verbrennungsmotors mit einer Nockenwelle .
- 1906: Der Motor Typ „O“ mit 45 PS (34 kW) wird als Flugzeugtriebwerk entwickelt.
- 1929: Der A-70, ein 7-Sternmotor wird eingeführt.
- 1930: Vierzylindermotor A-40.
- 1938: Der A-50 kommt hinzu und wird in der Piper Cub und der Taylorcraft Model B verwendet.
- 1939: Continental stellt 7-Sternmotoren vom Typ R-670 für die Boeing-Stearman Schulflugzeuge und den leichten Panzer M3 Stuart her. In Lizenz von Curtiss-Wright werden 9-Sternmotoren R-975 für den ab 1942 gebauten M4-Sherman-Panzer produziert.
- 1945: Entwicklung des 6motors E-185 für die Beechcraft Bonanza.
- 1950er-Jahre: Basierend auf dem Motor A-65 werden schrittweise der stärkere C-90 und schließlich der 100 PS (75 kW) starke O-200 entwickelt. Letzterer diente in der Cessna 150.
- 1960er-Jahre: Turbolader und Saugrohreinspritzung werden im Typ IO 520 eingeführt. Der Turbolader ermöglicht größere Flughöhen, in denen der Luftdruck niedriger ist. Die Einspritzung macht den Motor im Vergleich zum Vergasermotor unempfindlich gegen Beschleunigungseinflüsse bei harten Flugmanövern.
- 1984: Der sparsamere Kolbenmotor TSIO-520-BE wird für die Piper PA-46 Malibu entwickelt.
- 1986: Angetrieben von einer wassergekühlten Version des IO-240 sowie einem IOL-200 fliegt die Voyager als erstes Flugzeug ohne Nachtanken um die Erde.
- 1997: Die NASA beauftragt Continental, ein Kolbentriebwerk zu entwickeln, das mit Jet-A-Treibstoff betrieben werden kann. Das 147 kW (200 PS) starke GAP-Triebwerk für den Betrieb mit Benzin unter 100 Oktan entsteht.
- 1999: Continental entwickelt und testet sein erstes mit FADEC ausgerüstetes Triebwerk.